# 8. motorbrigaden
8. motorbrigaden, fram till 1941 1. kavalleribrigaden, var en svensk brigad som verkade i olika former åren 1937–1943 då den överfördes till pansartrupperna och blev 8. pansarbrigaden.

## Historik

### Utveckling under 1920- och 30-talen
I samband med försvarsbeslutet 1925 drogs hälften av kavalleriregementena in. Även den fristående kavallerifördelningen upphörde och sedan 1927 hade ledande inom kavalleriet förgäves försökt få tillbaka den eller något som kunde motsvara den. År 1934 gjordes ett försök med en kavalleribataljon med resurser från K 1, K 3, A 2 och I 9 detta under befäl av den dåvarande överstelöjtnanten i generalstaben, K 1:s senare sekundchef, Henry Peyron. De teorier om kavalleriets effektivitet och rörelseförmåga i denna form bekräftades och vid de stora arméfälttjänstövningarna i Skåne påföljande år under befäl av kavalleriinspektören Göran Gyllenstierna. Denna gången deltog två ryttarskvadroner, en kulspruteskvadron och en pansarbilskvadron ur K 2, en kavalleribataljon ur K 3 och ett motoriserat batteri ur A 6. Under åren 1935-1936 genomfördes också liknande övningar med försöksförband med liknande resultat. Man drog också erfarenheten att pansarbilarna borde organiseras i skvadroner. Man drog  därför slutsatsen att man borde upprätta någon typ av lätt brigad och ett antal mindre kavalleribataljoner. I samband med försvarsbeslutet 1936 beslutades att man skulle dra in de fältregementena inom kavalleriet som uppstått 1925 till förmån för en kavalleribrigad för hela landet och en kavalleribataljon per fördelning.

### Organisering och Mobilisering
Tanken var att den nya krigsorganisationen skulle börja gälla 1940 men för att få igång kavalleribrigaden så fort som möjligt upprättades 1937 års övergångsordning med giltighetstid från den 1 januari 1937. Man skulle sedan få ingång verksamheten fullt ut enligt beslutet den 1 januari 1940. På grund av beredskapsinkallelserna sköts den dock upp till den 1 april 1940. Den 7 april 1940 beslutades att man skulle börja mobilisera kavalleribrigaden och de förlades nu åtskilda i närheten av de mobiliserande förbanden ex. så förlades staben och I. kavalleribilbataljonen vid Östermalms idrottsplats i Stockholm, en bit ifrån K 1. Mobiliseringen i Sverige trappades upp de kommande dagarna och då tyskarna landsatte trupper i Norge den 9 april mobiliserades nästan alla tillgängliga resurser och kavalleribrigaden beordrades till Skåne. I början rådde nästintill kaos då chefen, Henry Peyron, inte ens visste var alla delar var och när man kom fram styckades brigaden upp i olika delar för att täppa till luckor i försvaret. Till slut så sattes man dock in som ÖB:s reserv i Ljungby. Redan efter 10 dagar flyttades man dock därifrån, denna gång till Ludvika-trakten i Bergslagen. Den 18 maj omgrupperades man återigen till Hjälmaren där den blev kvar tills den demobiliserades.

### Omorganisering till motorbrigad
Vid 1941 års krigsorganisation moderniserades brigaden under det nya namnet 8. motorbrigaden. Förändringen bestod i att kavallerigruppstaben upphörde och ett luftvärnskompani från A 9 tillfördes brigaden. Motorbrigaden lokaliserades nu till den nya 3. armékåren i Sydsverige. Befälet hade nu också övertagits av Carl-Axel Torén. Brigaden var organiserad den 26 februari 1941 och mobiliserades den 2 mars samma år. På det utsedda datumet avmarscherade man mot Ljungby där man skulle ha sin förläggning. Förbandet hemförlovades den 1 juni. 

## Organisation
Förbandet organiserades enligt nedanstående tabell.
| Namn                                             | Mobmyndighet                                                                                          | Underavdelningar             | Aktivt    |
| ------------------------------------------------ | --- | ---------------------------- | --------- |
| 1. kavalleribrigadstaben 8. motorbrigadstaben    | Livregementet till häst (K 1)                                                                         |                              | 1937–1943 |
| Kavallerigruppstaben                             | Skånska kavalleriregementet (K 2)                                                                     |                              | 1937–1941 |
| I. kavalleribilbataljonen I. motorbataljonen     | Livregementet till häst (K 1)                                                                         | 1. pbskv. 2. pbskv. 3. pbskv | 1937–1943 |
| II. kavalleribilbataljonen II. motorbataljonen   | Skånska kavalleriregementet (K 2)                                                                     | 4. pbskv. 5. pbskv. 6. pbskv | 1937–1943 |
| III. kavalleribilbataljonen III. motorbataljonen | Livregementets husarer (K 3)                                                                          | 7. pbskv. 8. pbskv. 9. pbskv | 1937–1943 |
| Brigadhaubitsdivision                            | Smålands arméartilleriregemente (A 6) 1937–1942 Smålands artilleriregemente (A 6) 1942–1943           |                              | 1937–1943 |
| Brigadingenjörskompani                           | Svea ingenjörkår (Ing 1)                                                                              |                              | 1937–1943 |
| Brigadsignalkompani                              | Fälttelegrafkåren (Ing 3) 1/1–30/6/1937 Signalregementet (S 1) 1/7/1937–1943                          |                              | 1937–1943 |
| Luftvärnsautomatkompani                          | Karlsborgs luftvärnsartilleriregemente (A 9) 1941-1942 Karlsborgs luftvärnsregemente (Lv 1) 1942–1943 |                              | 1941–1943 |

## Chefer
Följande personer var chef över brigaden.
| Namn            | Grad    | Regemente                     | Period    |
| --------------- | ------- | ----------------------------- | --------- |
| Henry Peyron    | Överste | Livregementet till häst (K 1) | 1937–1940 |
| Carl-Axel Torén | Överste | Livregementet till häst (K 1) | 1940–1943 |